# Перси, Генри, 11-й герцог Нортумберленд
Генри Алан Уолтер Ричард Перси (англ. Henry Alan Walter Richard Percy; 1 июля 1953 — 31 октября 1995) — британский аристократ, 11-й герцог Нортумберленд, 11-й граф Перси, 8-й граф Беверли, 10-й барон Перси, 9-й лорд Лувейн и 14-й баронет Смитсон с 1988 года. Старший сын Хью Перси, 10-го герцога Нортумберленда, и Элизабет Дианы Монтегю-Дуглас-Скотт. Получил образование в Итонском колледже и Крайстчерч (Оксфорд). До 1988 года носил титул учтивости граф Перси. Занимался продюсированием кино, был известен романами с матерью Наоми Кэмпбелл Валерией и с американской актрисой Барбарой Каррерой, а также пристрастием к наркотикам. Умер от передозировки амфетамином. Не был женат, так что титулы и семейное состояние перешли к его младшему брату Ральфу.